# Villa de las Flores, Guerrero
Villa de las Flores är en ort i Mexiko.   Den ligger i kommunen Acatepec och delstaten Guerrero, i den sydöstra delen av landet, 240 km söder om huvudstaden Mexico City. Villa de las Flores ligger 1 521 meter över havet och antalet invånare är 292.
Terrängen runt Villa de las Flores är kuperad åt sydost, men åt nordväst är den bergig. Runt Villa de las Flores är det ganska glesbefolkat, med 42 invånare per kvadratkilometer. Närmaste större samhälle är Acatepec, 6,9 km norr om Villa de las Flores. I omgivningarna runt Villa de las Flores växer huvudsakligen savannskog.